# 김해식
김해식(한국 한자: 金海植, 1996년 2월 12일 ~ )은 대한민국의 축구 선수이며 포지션은 풀백이다. 현재 K3리그 대전 코레일 FC에서 활약하고 있다.

## 축구인 경력

### 선수 경력
한남대학교를 재학하던 김해식은 2016년 자유선발로 대전 시티즌에 입단하였다.
5월 28일 부산 아이파크 원정 경기서 교체로 출전해 데뷔전을 가졌으며, 8월 10일 충주 험멜과의 원정경기서 데뷔골을 기록하였고, 경기 MOM으로 선정되었다.